# Achylie
Achylie (Grieks a geen  chylos sap) beschrijft een falen van spijsverteringssappen in de maag en/of het pancreas. 

## Soorten
De ziekte kan twee vormen aannemen:
- Achylia gastrica:waarbij geen maagzuur wordt gemaakt (achloorhydrie)
- Achylia pancreatica: waarbij het pancreas niet functioneert

## Oorzaken
Achylie kan worden veroorzaakt door een tumor in de maag of het pancreas, of door een chronische gastritis. 

## Symptomen en behandeling
De symptomen zijn in overeenstemming met die van de oorzaak: een tumor of gastritis. Ook de behandeling hangt af van de oorzaak van de ziekte.